# Vertrag von Washington (1826)

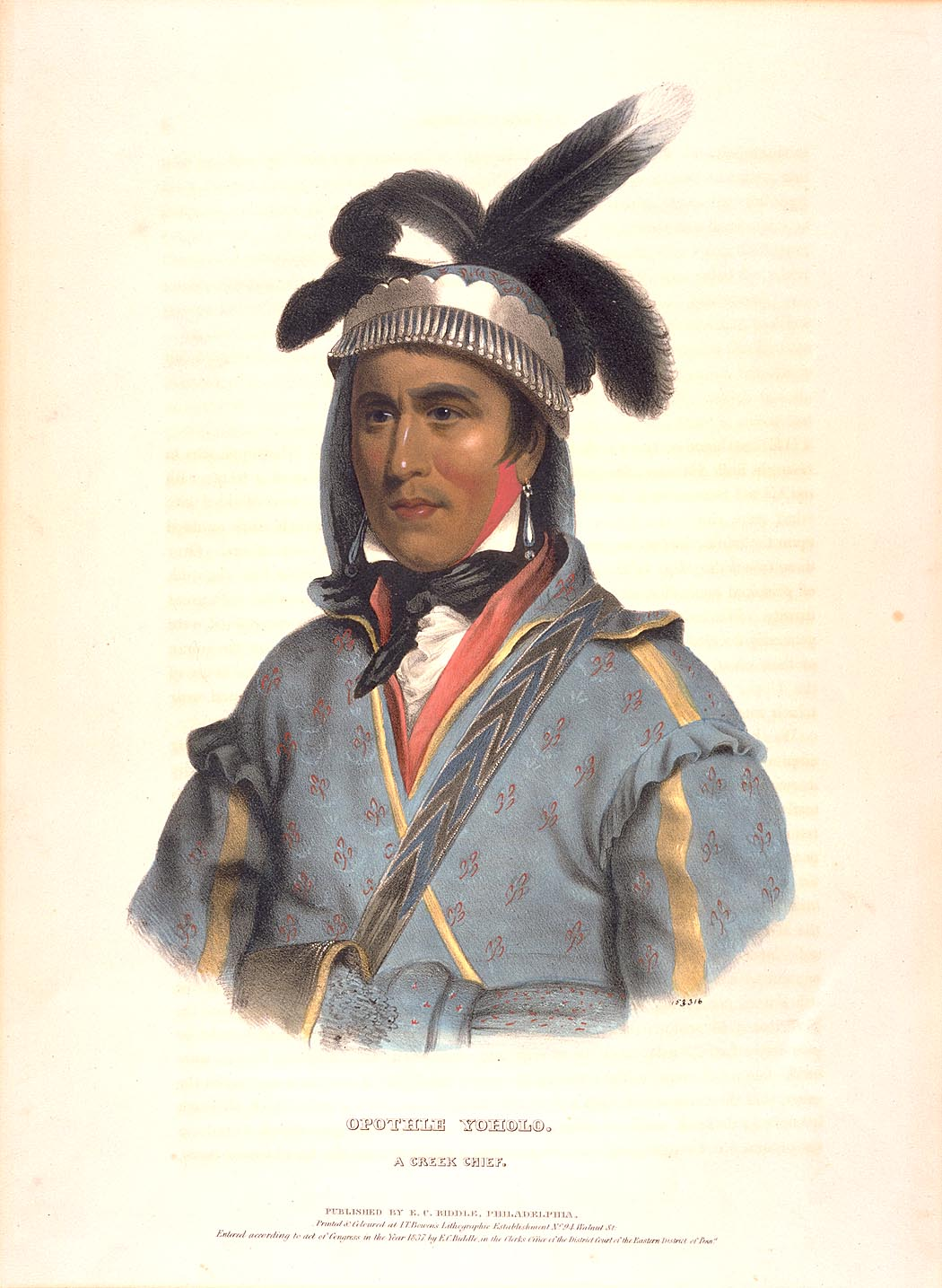
Opothleyahola, Verhandlungsführer der Muskogee

Der Vertrag von Washington aus dem Jahre 1826 war ein Landabtretungsvertrag zwischen der Regierung der Vereinigten Staaten von Amerika und dem Rat der Muskogee-Konföderation der indianischen Muskogee. Die Verhandlungen für die Muskogee wurden von ihrem Sprecher Opothleyahola geführt. In diesem Vertrag wurden große Teile des angestammten Siedlungsgebietes der Muskogee im Bundesstaat Georgia an die US-Regierung abgetreten.

## Vorgeschichte
Die Konföderation der Muskogee setzte sich aus einer Vielzahl von Stämmen zusammen, die über zum Teil sehr unterschiedliche Bräuche, Traditionen und individuelle Stammesgeschichten verfügten. Über mehrere Jahrzehnte hatten sie im Rahmen von Verträgen und Vereinbarungen kleine Teile ihres Landes an die Bundesregierung abgetreten. Innerhalb der Konföderation kam es hinsichtlich der Frage der Anpassung an die weiße Kultur und der Abtretung der Siedlungsgebiete zu einer Spaltung. Während der Britisch-Amerikanischen Krieges von 1812 waren Teile der Muskogee, die sogenannten Upper Creek mit den Briten verbündet, für die Konföderation gipfelte der Krieg in einem Bürgerkrieg, dem Creek-Krieg. Dieser endete 1814 mit dem Eingreifen der amerikanischen Regierung und dem Vertrag von Fort Jackson. In dieser, auf Druck Andrew Jacksons entstandenen, Vereinbarung wurden die Muskogee gezwungen 93.000 Quadratkilometer ihres Landes an die Südstaaten zu übertragen. Ihnen verblieb nur ein Rest ihres Landes entlang des Chattahoochee River. Um weitere Landabtretungen und -verkäufe zu verhindern, erließen die Muskogee ein Gesetz, nach dem weitere Landabtretungen zu einem Kapitalverbrechen erklärte. 
Mitte der 1820er verstärkte Georgia seine Bemühungen die Indianer vollends in den Westen zu vertreiben. Insbesondere der demokratische Gouverneur George Troup befürwortete eine aggressive Politik der Indianer-Umsiedlung. Der Rat der Lower Creek, der durch den Cousin Troups William McIntosh angeführt wurde, unterzeichnete daraufhin am 12. Februar 1825 den Vertrag von Indian Springs. Mit diesem Vertrag wurde ein großer Teil des verbliebenen Stammeslandes an die Bundesregierung übertragen. Die anderen Häuptlinge, vor allem die der Upper Creek protestierten gegen diesen Vertrag und machten deutlich, dass die Unterzeichner keinesfalls das Recht gehabt hatten, den Vertrag im Namen der gesamten Muskogee zu unterzeichnen. McIntosch wurde von seinen Gegnern am 13. Mai wegen der Übertretung des Gesetzes zu Verhinderung weiterer Landverkäufe hingerichtet.

## Vertrag von Washington (1826)
Der neugewählte Präsident John Quincy Adams war der Ansicht, dass der Vertrag keine rechtliche Gültigkeit habe und setzte Troup unter Druck um das Eindringen weißer Siedler in das Indianerland zu unterbinden. Die Häuptlinge der Muskogee wurden nach Washington, D.C. eingeladen um einen neuen einvernehmlichen Vertrag zu verhandeln. Ein neuer Vertrag zwischen der Regierung und den Muskogee wurde geschlossen, dieses Mal unter Beteiligung vieler Häuptlinge aus den verschiedenen Stämmen, die durch ihren Sprecher Opothleyahola angeführt wurden. Die Vereinbarung annullierte den Vertrag von Indian Springs und übertrug der Regierung gegen 217.600 Dollar und eine jährliche Zahlung von 20.000 Dollar die Rechte am gesamten  Muskogee-Land auf der Ostseite des Chattahoochee River. Weitere Vereinbarungen des Vertrags regelten die Gleichstellung der Unterzeichner des annullierten und neuen Vertrags, die bestimmte Privilegien erhalten hatten. Hinzu wurde die Finanzierung einer Expedition von fünf Teilnehmern unter McIntosh festgelegt, die nach potentiellen neuen Siedlungsgebieten im Indianer-Territorium suchen sollte. Die Regierung sagte zu, eine Umsiedlung der Muskogee in die neuen Stammesgebiete zu finanzieren, ein ganzes Jahr für den Unterhalt der Umgesiedelten zu sorgen und einen hauptberuflichen Indianeragent, Übersetzer, Schmied und Stellmacher zu stellen. Der Vertrag sicherte den Indianern eine finanzielle Entschädigung für die durch den Krieg zwischen den Lower und Upper Creek entstandenen Schäden zu. Die Muskogee sollten laut Vertrag die Kontrolle über ihr Land zum 1. Januar 1827 behalten, nach diesem Datum würde ihnen noch ein schmales Stück an der Grenze zwischen Alabama und Georgia gehören.
Der Vertrag wurde am 24. Januar 1826 unterzeichnet. Ein Zusatzartikel wurde am 31. März 1826 unterzeichnet, der einige Fehler korrigierte und den exakten Grenzverlauf zwischen Georgia und der Muskogee-Reservation festlegte. Gegen eine weitere vereinbarte Zahlung von 30.000 Dollar traten die Muskogee zusätzlich ein kleines Gebiet ab, das heutige Carroll County.

## Missachtung der Vereinbarung
Troup war sehr unzufrieden mit der neuen Einigung und stand unter extremem Druck expansionswillige weißer Siedler. Er ordnete an, das Land der Muskogee, darunter die im Vertrag zugesicherte Reservation, zu vermessen und in Parzellen aufzuteilen. Diese wurden im Rahmen einer Landlotterie unter den Siedlern verlost. Der Präsident intervenierte und schickte Truppen, aber als Troup die Milizen Georgias zu den Waffen rief, zog Adams seine Truppen aus Angst vor einem Bürgerkrieg zurück. Die Regierung erlaubte Troup kurzfristig den Vertrag neu zu verhandeln und das gesamte Land der Muskogee für Georgia in Besitz zu nehmen. Bis 1827 waren die Muskogee aus Georgia vertrieben und innerhalb der nächsten acht Jahre wurden die meisten von ihnen während des Pfades der Tränen in das heutige Oklahoma deportiert.